# Leonard Reinecke
Leonard Reinecke (* in Bochum) ist ein deutscher Medienpsychologe.

## Leben und Arbeit
Von 2001 bis 2006 studierte er Psychologie an der Universität Hamburg (2006 Diplom in Psychologie). Von 2007 bis 2010 war er wissenschaftlicher Mitarbeiter an der Hamburg Media School. Von 2009 bis 2011 war er wissenschaftlicher Mitarbeiter im DFG-Projekt Sozialisation im Social Web am Arbeitsbereich Sozialpsychologie der Universität Hamburg. 
Nach der Promotion 2010 am Fachbereich Psychologie der Universität Hamburg zum Themenkomplex Erholung und psychologische Bedürfnisbefriedigung bei der Nutzung von Unterhaltungsmedien war er von 2011 bis 2012 Post-Doc am Institut für Medien- und Kommunikationswissenschaft (Lehrstuhl Peter Vorderer) der Universität Mannheim. Von 2012 bis 2017 lehrte er als Juniorprofessor für Publizistik mit Schwerpunkt Online-Kommunikation und ist seit August 2017 Professor für Medienwirkung und Medienpsychologie am Institut für Publizistik der Johannes Gutenberg-Universität Mainz.
Seine Forschungsschwerpunkte sind medienpsychologische Unterhaltungsforschung, Zusammenspiel von Mediennutzung und psychologischem Wohlbefinden, Mediennutzung und Resilienz, Mediennutzung, Selbstkontrolle und Prokrastination, mobile Internetnutzung, „always-on“-Verhalten, ständige Erreichbarkeit und Online-Vigilanz, digitaler Stress und soziale Interaktionen und der Aufbau von Sozialkapital im Online Kontext.

## Veröffentlichungen (Auswahl)
- Erholung und psychologische Bedürfnisbefriedigung bei der Rezeption von Unterhaltungsmedien. 2010
- mit Sabine Trepte und Johanna Schäwel: Medienpsychologie. 3. Auflage. Verlag W. Kohlhammer, Stuttgart 2021, ISBN 3-17-039154-2.